# Бъгс Бъни строители
„Бъгс Бъни строители“ (на английски: Bugs Bunny Builders) е американски анимационен сериал, продуциран от „Уорнър Брос Анимейшън“, базиран на героите от „Шантави рисунки“. Сериалът се излъчва на 25 юли 2022 г. по Cartoon Network в техния блок за предучилищна възраст Cartoonito и е пуснат на 26 юли по HBO Max. Това е втората програма за деца в предучилищна възраст от поредицата „Шантави рисунки“, след „Малките шантави рисунки“ през 2002 г.

## Актьорски състав
- Ерик Бауза – Бъгс Бъни, Дафи Дък и Туити
- Чанди Парек – Лола Бъни
- Боб Бъргън – Порки Пиг и Костенурката Сесил
- Джеф Бъргман – Силвестър и Фогхорн Легхорн
- Алекс Казарес – Петуния Пиг
- Фред Таташор – Таз и Госамър
- Кийт Фъргюсън – Уили Койота
- Деби Дерибери – Хипети Хопър и Паунси (кредитирани като Луни Кенгуру Кид и Луни Кет Кид)
- Доусън Грифин – Снифълс
- Андрю Моргадо – Джордж Мандрейк
- Кенди Майло – пингвинката Полийн и мишката Гърти
- Макс Митълман и Ношир Далал – Мак и Тош
- Чарли Таунстед – Бизи Лешояда
- Дейвид Шонеси – Хутс Талон

## В България
В България сериалът се излъчва по-рано на 1 април 2023 г. по Cartoonito, заместващия канал на „Бумеранг“ като мини-истории. Целите епизоди са излъчени на 24 април 2023 г., всеки ден от 17:00 ч.

### Нахсинхронен дублаж
| Роля         | Изпълнител           |
| ------------ | -------------------- |
| Бъгс Бъни    | Иван Трайков         |
| Лола Бъни    | Радослава Стойнева   |
| Дафи Дък     | Петър Бонев          |
| Туити        | Цветослава Симеонова |
| Порки Пиг    | Живко Джуранов       |
| Силвестър    | Явор Караиванов      |
| Петуния      | Ангелина Русева      |
| Уили Койота  | Петър Калчев         |
| Кмет Легхорн | Стефан Иванов        |

| Обработка           | студио „Про Филмс“ |
| ------------------- | ------------------ |
| Режисьор на дублажа | Евгения Ангелова   |